# Chañaral
Chañaral – miasto w północnym Chile położone nad Oceanem Spokojnym w regionie Atakama u ujścia rzeki Quebrada del Salado.
W 2005 roku w Chañaral mieszkało 13,6 tys. mieszkańców.
W Chañaral znajduje się port morski, który umożliwia wywożenie rud żelaza i miedzi z północnego Chile.